# Уоллес, Джо
Джозеф Сильвестер Уоллес (англ. Joseph Sylvester Wallace) (29 октября 1890, Торонто — 1 декабря 1975, Ванкувер) — канадский поэт, коммунист. 

## Биография
Родился в семье коммивояжёра, после школы поступил в Университет Святого Франциска Ксаверия, откуда был исключён. Работал менеджером по продажам в школе заочного обучения, затеи в рекламном агентстве своего брата.
В 1920 году он вступил в Независимую рабочую партию, был кандидатом на выборах в канадский парламент (избран не был). В 1922 году вступил в Коммунистическую партию Канады. Он писал статьи для коммунистических газет, там же публиковались его стихи. 
Во время Второй мировой войны в марте 1941 года на основании законодательства о военном положении Уоллес, как и другие канадские коммунисты, был интернирован. Он был освобожден лишь в октябре 1942 года. 
В 1942 году был опубликован первый сборник стихотворений Уоллеса «Ночь кончилась» (Night Is Ended); в 1953 году — вторая книга стихов «Все мои братья» (All My Brothers); в 1956 году — сборник «Здравствуй, брат! Здравствуй, сестра!» (Hi, Sister, Hi, Brother!). 
В 1952 году Уоллес стал сооснователем литературного журнала New Frontiers и членом его редколлегии. Этот журнал просуществовал пять лет.
Уоллес посетил Москву в 1957 году как почетный гость VI Всемирного фестиваля молодежи и студентов. Его стихи переводил на русский язык Самуил Маршак. Уоллес встречался с Маршаком и постоянно переписывался с ним.
В СССР на английском языке были опубликованы две книги стихов Уоллеса: Золотая легенда (1958) и Земля в ореоле (1964).